# Węglówka (dopływ Nysy Kłodzkiej)
Węglówka – potok górski w Sudetach Środkowych, w Górach Bardzkich, w woj. dolnośląskim.
Górski potok należący do zlewiska morza Bałtyckiego, prawy dopływ Nysy Kłodzkiej. Długość potoku to około 4,6 km. Źródlisko składa się z kilku wycieków, z których największe położone jest na wysokości około 530 m n.p.m., na północ od Przełęczy Łaszczowej w Grzbiecie Wschodnim Gór Bardzkich. Potok w górnym biegu spływa w kierunku północnym wśród lasu mieszanego z przewagą buka, doliną między Zaroślakiem po wschodniej stronie a zboczem Łaszczowej po zachodniej stronie, której zbocza miejscami przechodzą w skalne zręby dalej potok skręca na zachód między Kozłem po północnej stronie. W dolnym biegu płynie na północ stromą, zalesioną doliną, wcinającą się między Bronę po wschodniej stronie a Kozi Grzbiet po zachodniej stronie, w kierunku ujścia do Nysy Kłodzkiej w Bardzie położonego na wysokości około 260 m n.p.m. Potok zasilają wody kilku bezimiennych potoków spływających ze zboczy okolicznych wzniesień. Potok zbiera wody z zachodnich i wschodnich zboczy doliny, położonej w środkowo-zachodniej części Gór Bardzkich. Potok w większości swojego biegu jest nieuregulowany, o wartkim prądzie wody w okresie wzmożonych opadów i roztopów. Wzdłuż biegu potoku prowadzi leśna droga o nazwie „Długa Droga”. Między drogą a potokiem w zalesionym terenie w odległości około 1,5 km od stacji kolejowej w Bardzie leży głaz narzutowy Kamień Brygidy.